# L'Amore Molesto
Um Amor Incômodo, conhecido como Um estranho Amor em Portugal (título original: L'Amore Molesto) é o primeiro romance publicado pela escritora italiana Elena Ferrante. Foi publicado originalmente em 1992, mas foi lançado internacionalmente apenas em 2006, após o sucesso de crítica do romance seguinte de Ferrante, Dias de Abandono.
O livro foi nomeado para o prestigioso Prêmio Strega, e ganhou o Prêmio Procida-Isola di Arturo-Elsa Morante.
O livro foi adaptado para o cinema em 1995, tornando-se o longa-metragem L'Amore Molesto, dirigido por Mario Martone.

## Trama
Delia volta para Nápoles, sua cidade natal, quando sua mãe morre em circunstâncias estranhas. Lá, ela passa a entender melhor sua relação com a mãe. A história é inteiramente narrada em primeira pessoa pela protagonista, forçada a voltar aos lugares de sua infância e a se chocar novamente com uma realidade da qual havia escapado.
A mãe de Delia, Amalia, era uma costureira pobre que foi encontrada morta em uma praia, presumivelmente afogada, vestindo apenas um sutiã de luxo. Delia não consegue entender como sua mãe foi parar ali e tenta reconstruir a vida de sua mãe passo a passo.
Logo Delia decide se dedicar à análise das figuras masculinas presentes na vida de Amalia: seu irmão (e tio de Delia) Filippo, um homem já idoso e fraco, de caráter expansivo e extrovertido; seu marido (e pai de Delia) de quem Amalia havia fugido mais de vinte anos antes, um homem violento e extremamente ciumento; finalmente Nicola Polledro, conhecido como Caserta, o velho encantador que, no último período, a vizinha, viúva De Riso, via entrar e sair da casa de Amália.
Delia, em seu doloroso processo de luto e reconstrução dos fatos, passa muito tempo com seu tio Filippo que, de forma confusa e pouco confiável, a ajuda a relembrar algumas das imposições cruéis e violência doméstica que Amália foi obrigada a suportar. sofrer. Delia decide se aprofundar ainda mais nessa busca compulsiva por detalhes da vida de sua mãe, que lhe parece apaixonante, intrincada e fascinante.
Para saber mais ela decide procurar Caserta, que parece querer brincar com ela por meio de sinais confusos, perseguições e aparições repentinas nas ruas de Nápoles. Para chegar até ele, a protagonista decide rastrear Antonio Polledro, seu amigo de infância e filho de Caserta, com quem vive um breve episódio sexual visando encarnar cada vez mais obsessivamente a figura de Amália e seu provável amor por Caserta.
Com a ajuda de Filippo, Delia lembra que foi ela quem contou ao pai sobre o possível caso de Amalia com Caserta, e chega a entender que ela, aos cinco anos, ficou confusa ao ver os dois adultos e foi assediada pelo pai de Caserta. Isso se conecta a seus sentimentos complexos por sua mãe, de medo, ciúme, curiosidade e repulsa sexual.
Esse e muitos outros são os segredos que emergem da feroz análise introspectiva que Delia passa ao longo da história e, graças a isso, torna-se possível para ela aceitar seus defeitos e elaborar de vez o amor-ódio que ele guardava para ela. amarrada à mãe como arame farpado.

## Personagens principais
- Delia: a personagem principal e narradora
- Amalia: mãe de Delia, encontrada morta na praia no início da novela
- Filippo: o irmão de Amalia, que ajuda Delia a encontrar a verdade de sua vida
- Nicola Polledro (conhecido como Caserta): um homem envolvido no passado de Amalia
- Antonio Polledro: filho de Caserta, amigo de infância de Delia
- Pai de Delia: marido abusivo de Amalia
- De Riso: vizinha de Amália

## Temas

### Relações entre mulheres
Uma peculiaridade da autora é, de fato, apresentar com precisão e depois dissecar, o mais profundamente possível, mulheres presas em vidas difíceis ou situações no limite da sustentabilidade e resistência. Esse processo se repete na maioria das obras e histórias de Ferrante. A autora, de fato, em seus romances, apresenta mulheres de origens e características semelhantes, entrelaçando suas vidas com a história da cidade de Nápoles, no sul da Itália, com episódios de violência cravados em suas memórias, com uma linguagem dura da qual muitos tentam se libertar.
Cada protagonista feminina concebida por Elena Ferrante é forçada a enfrentar seu próprio passado e presente, seguindo um longo caminho de mudança e renascimento, possibilitado por uma forte autodisciplina. É justamente esse autocontrole que leva ao desfecho dos acontecimentos, em que os personagens principais chegam à plena consciência de si mesmos e à percepção da capacidade de enfrentar as turbulências de suas vidas.

### Colapso psicológico
Um tema que Elena Ferrante estuda com atenção é o do colapso psicológico. Em particular, o que mais chama a atenção do autor é a luta interior que caracteriza a mente humana em sua tentativa de se defender da perda de todas as certezas e permanecer firmemente presa à realidade.
Ferrante define este tipo de luta como "batalhas com a morte", implicando a morte da alma e da liberdade psicológica feminina. Essa turbulência íntima também se manifesta nas ações dos personagens criados pelo autor, que se tornam fracos, pouco confiáveis e irracionais; a maioria dos eventos narrados gira em torno dessas dificuldades deles. Nos primeiros romances do autor, esse tema é muito evidente. A personagem de Delia e, paralelamente, a de sua mãe, Amália, são apresentadas em detalhes segundo essa interpretação.

## Recepção
O livro foi bem recebido pela crítica, que elogiou sua visão psicológica da relação mãe/filha. O livro ganhou o Prêmio Procida-Isola di Arturo-Elsa Morante, e foi indicado ao Prêmio Strega.
David Lipsky, escrevendo para o The New York Times, disse: “No meio da minha segunda leitura de Um Amor Incômodo de Elena Ferrante - faltam 70 páginas na sórdida Nápoles - rasguei o livro ao meio. É a primeira vez que um romance me faz ficar físico, e foi o primeiro bom humor em que estive em semanas." ele elogiou o tema misterioso do livro "'Não esqueci nada', explica ela, reunindo evidências, 'mas Eu não queria lembrar'.", e "Ferrante é fascinada pelos momentos em que uma personalidade - como um fio esticado muito longe de sua fonte de energia - entra em curto e corrói."

### Em italiano:
L'Amore Molesto, 1992, Edizioni e/o, Roma, ISBN 978-88-66326403.
Reeditado como Cronache del mal d'amore, em um volume que incluía também os romances Os dias de abandono e A filha perdida. Cronache del mal d'amore. 2012, Edizioni e/o, Roma, ISBN 978-88-6632-192-7.

### Em português:
No Brasil:
Um Amor Incômodo, traduzido por Marcello Lino. 2017, Intrínseca.
Em Portugal:
Um Estranho Amor

## Adaptação para o cinema
O livro foi adaptado para o filme italiano de mesmo nome, lançado no Reino Unido como Nasty Love e nos Estados Unidos como Troubling love.
L'Amore Molesto ganhou 3 prêmios David di Donatello de Melhor Atriz, Melhor Diretor e Melhor Atriz Coadjuvante e foi indicado a 2 de Melhor Filme e Melhor Produtor. Também foi indicado à Palma de Ouro pelo Festival de Cinema de Cannes para o diretor Mario Martone.